# Élections législatives de 1978 en Charente
Les élections législatives françaises de 1978 se déroulent les 12 et 19 mars 1978. Dans le département de la Charente, trois députés sont à élire dans le cadre de trois circonscriptions.

## Élus
| Circonscription | Député sortant  | Parti | Parti                     | Député élu ou réélu   | Parti | Parti |
| --------------- | --------------- | ----- | ------------------------- | --------------------- | ----- | ----- |
| 1re             | Raymond Réthoré |       | Divers droite (Gaulliste) | Jean-Michel Boucheron |       | PS    |
| 2e              | Francis Hardy   |       | RPR                       | Francis Hardy         |       | RPR   |
| 3e              | Michel Alloncle |       | RPR                       | André Soury           |       | PCF   |

## Résultats

### Résultats à l'échelle du département
| Parti          | Parti                                       | Premier tour | Premier tour | Second tour | Second tour | Sièges |
| Parti          | Parti                                       | Voix         | %            | Voix        | %           | Sièges |
| -------------- | ------------------------------------------- | ------------ | ------------ | ----------- | ----------- | ------ |
|                | Parti communiste français                   | 43 493       | 22,27        | 57 881      | 28,70       | 1      |
|                | Parti socialiste                            | 36 391       | 18,63        | 43 573      | 21,60       | 1      |
|                | Mouvement des radicaux de gauche            | 9 642        | 4,94         | Retrait     | Retrait     | 0      |
|                | Union de la gauche                          | 89 526       | 45,85        | 101 454     | 50,30       | 2      |
|                |                                             |              |              |             |             |        |
|                | Rassemblement pour la République            | 52 008       | 26,63        | 61 559      | 30,52       | 1      |
|                | Divers droite                               | 20 750       | 10,62        | 38 684      | 19,18       | 0      |
|                | Centre national des indépendants et paysans | 9 161        | 4,69         |             |             | 0      |
|                | Union pour la démocratie française          | 6 750        | 3,46         | 0           |             |        |
|                | Majorité présidentielle                     | 88 669       | 45,40        | 100 243     | 49,70       | 1      |
|                |                                             |              |              |             |             |        |
|                | Divers gauche                               | 8 702        | 4,46         |             |             | 0      |
|                | Lutte ouvrière                              | 5 503        | 2,82         | 0           |             |        |
|                | Extrême droite                              | 2 917        | 1,49         | 0           |             |        |
|                |                                             |              |              |             |             |        |
| Inscrits       | Inscrits                                    | 237 799      | 100,00       | 237 762     | 100,00      | 3      |
| Abstentions    | Abstentions                                 | 37 862       | 15,92        | 30 687      | 12,91       |        |
| Votants        | Votants                                     | 199 937      | 84,08        | 207 075     | 87,09       |        |
| Blancs et nuls | Blancs et nuls                              | 4 620        | 2,31         | 5 378       | 2,6         |        |
| Exprimés       | Exprimés                                    | 195 317      | 97,69        | 201 697     | 97,4        |        |

### Résultats par circonscription

#### Première circonscription (Angoulême)
| Candidat       | Candidat                  | Parti                     | Premier tour | Premier tour | Second tour | Second tour |  |
| Candidat       | Candidat                  | Parti                     | Voix         | %            | Voix        | %           |  |
| -------------- | ------------------------- | ------------------------- | ------------ | ------------ | ----------- | ----------- |  |
|                | Jean-Michel Boucheron élu | PS                        | 22 864       | 28,85        | 43 573      | 52,97       |  |
|                | Raymond Réthoré sortant   | Divers droite (Gaulliste) | 18 905       | 23,85        | 38 684      | 47,03       |  |
|                | Louis Ferrand             | PCF                       | 16 096       | 20,31        | Retrait     | Retrait     |  |
|                | Roland Chiron             | CNIP                      | 9 161        | 11,56        |             |             |  |
|                | Martial Pouret            | UDF (PR)                  | 6 750        | 8,52         |             |             |  |
|                | Gérard Deuil              | Extrême droite            | 2 917        | 3,68         |             |             |  |
|                | Michel Deboeuf            | LO                        | 1 588        | 2            |             |             |  |
|                | Hellen Barreix            | Divers gauche             | 969          | 1,22         |             |             |  |
|                |                           |                           |              |              |             |             |  |
| Inscrits       | Inscrits                  | Inscrits                  | 96 690       | 100,00       | 96 683      | 100,00      |  |
| Abstentions    | Abstentions               | Abstentions               | 15 844       | 16,39        | 12 915      | 13,36       |  |
| Votants        | Votants                   | Votants                   | 80 846       | 83,61        | 83 768      | 86,64       |  |
| Blancs et nuls | Blancs et nuls            | Blancs et nuls            | 1 596        | 1,97         | 1 511       | 1,8         |  |
| Exprimés       | Exprimés                  | Exprimés                  | 79 250       | 98,03        | 82 257      | 98,2        |  |

#### Deuxième circonscription (Cognac)
| Candidat       | Candidat                    | Parti          | Premier tour | Premier tour | Second tour | Second tour |  |
| Candidat       | Candidat                    | Parti          | Voix         | %            | Voix        | %           |  |
| -------------- | --------------------------- | -------------- | ------------ | ------------ | ----------- | ----------- |  |
|                | Francis Hardy sortant réélu | RPR            | 26 751       | 47,61        | 30 869      | 53,73       |  |
|                | Michel Tiracci              | PCF            | 9 767        | 17,38        | 26 582      | 46,27       |  |
|                | Jean Brunsvig               | MRG            | 9 642        | 17,16        | Retrait     | Retrait     |  |
|                | Jean-Claude Fayemendie      | diss. PS       | 7 733        | 13,76        |             |             |  |
|                | Gisèle Lacroze              | LO             | 2 296        | 4,09         |             |             |  |
|                |                             |                |              |              |             |             |  |
| Inscrits       | Inscrits                    | Inscrits       | 69 430       | 100,00       | 69 429      | 100,00      |  |
| Abstentions    | Abstentions                 | Abstentions    | 11 619       | 16,73        | 9 844       | 14,18       |  |
| Votants        | Votants                     | Votants        | 57 811       | 83,27        | 59 585      | 85,82       |  |
| Blancs et nuls | Blancs et nuls              | Blancs et nuls | 1 622        | 2,81         | 2 134       | 3,58        |  |
| Exprimés       | Exprimés                    | Exprimés       | 56 189       | 97,19        | 57 451      | 96,42       |  |

#### Troisième circonscription (Confolens)
| Candidat       | Candidat                | Parti          | Premier tour | Premier tour | Second tour | Second tour |  |
| Candidat       | Candidat                | Parti          | Voix         | %            | Voix        | %           |  |
| -------------- | ----------------------- | -------------- | ------------ | ------------ | ----------- | ----------- |  |
|                | Michel Alloncle sortant | RPR            | 25 257       | 42,18        | 30 690      | 49,51       |  |
|                | André Soury élu         | PCF            | 17 630       | 29,44        | 31 299      | 50,49       |  |
|                | Jean Reyrat             | PS             | 13 527       | 22,59        | Retrait     | Retrait     |  |
|                | Marcel Boizard          | Divers droite  | 1 845        | 3,08         |             |             |  |
|                | Roland Noulaud          | LO             | 1 619        | 2,7          |             |             |  |
|                |                         |                |              |              |             |             |  |
| Inscrits       | Inscrits                | Inscrits       | 71 679       | 100,00       | 71 650      | 100,00      |  |
| Abstentions    | Abstentions             | Abstentions    | 10 399       | 14,51        | 7 928       | 11,06       |  |
| Votants        | Votants                 | Votants        | 61 280       | 85,49        | 63 722      | 88,94       |  |
| Blancs et nuls | Blancs et nuls          | Blancs et nuls | 1 402        | 2,29         | 1 733       | 2,72        |  |
| Exprimés       | Exprimés                | Exprimés       | 59 878       | 97,71        | 61 989      | 97,28       |  |